# Bataliony sterowców Cesarstwa Niemieckiego
Bataliony sterowców Cesarstwa Niemieckiego (Luftschiffer-Bataillone)  –  bataliony sterowców okresu Cesarstwa Niemieckiego.
Obok nazw jednostek - ich garnizony, daty sformowania oraz przydział do poszczególnych korpusów.

## Poszczególne bataliony
- 1 Batalion Sterowców - Berlin (Tegel), sformowany 27 marca 1884, Korpus Gwardii
- 2 Batalion Sterowców - Berlin/ Hanower/ Drezno, sformowany 1911, Korpus Gwardii
- 3 Batalion Sterowców - Kolonia/ Düsseldorf/ Darmstadt, sformowany 1913, IX Korpus Armii
- 4 Batalion Sterowców - Mannheim/ Metz/ Friedrichshafen, sformowany 1913, XIV Korpus Armii
- 5 Batalion Sterowców - Królewiec, sformowany 1913, I Korpus Armii